# Schlacht bei Matrand
Hvaler, Fredrikstad, Lier, Matrand, Kjölbergs, Langnes
Die Schlacht bei Matrand fand am 5. August 1814 zwischen norwegischen und schwedischen Truppen statt. Mit rund 100 Toten gilt sie als blutigstes Aufeinandertreffen der Kontrahenten dieses Krieges.

## Vorgeschichte
Generalmajor Karl Pontus Gahn hatte am 31. Juli die Grenze nach Norwegen überschritten und war auf Kongsvinger marschiert, wo er jedoch bei Lier am 2. August durch die Truppen von Oberstleutnant Krebs gestoppt wurde. Er musste sich daraufhin nach Eidskog zurückziehen. Am 4. August rückte Krebs von Lier aus gegen die schwedischen Truppen vor.

## Die Schlacht
Die schwedischen Vorposten wurden am frühen Morgen des 5. Augusts nach Matrand zurückgetrieben, wo ihre Haupttruppe lagerte. Eine Weile konnten die schwedischen Verbände widerstehen, mussten sich jedoch schließlich nach Skotterud zurückziehen, um einer Einkesselung zu entgehen. Eine norwegische Kolonne mit rund 1100 Mann hatte einen großen Umweg etwa fünf Kilometer südlich von Matrand auf sich genommen, um den Schweden in den Rücken zu fallen. Sie griff sie bei Skotterud an. Die schwedischen Truppen auf dem Rückzug gerieten so ohne ausreichende Munitionsbestände von zwei Seiten unter Beschuss. Gahn sah ein, dass er mit seinen Einheiten durch die norwegischen Linien brechen musste, um einer Gefangenschaft zu entgehen. Dies gelang auch, wodurch die schwedischen Truppen, ohne Munition und nur mit Bajonetten bewaffnet, in Richtung Schweden entkommen konnten. Gahn verlor 17 Offiziere und 7 Unteroffiziere.